# Mine de Morupule
 (mars 2025).
La mine de Morupule est une mine souterraine de charbon située au Botswana. Sa construction initiale en 1973 vise à alimenter les mines du pays. En 2010, une extension de la mine est décidé, ainsi que la construction d'une centrale thermique d'une capacité de 670 MW qui permettrait de réduire drastiquement les importations électriques du pays, dont 84% en 2010 provenait d'Afrique du Sud. Après son extension la mine devrait avoir une production de 3,2 millions de tonnes par an, au lieu de 1 million de tonnes.